# انستیتو صاایران
انستیتو صاایران با نام پیشین انستیتو ایزایران یک شرکت زیرمجموعه از شرکت صاایران وابسته به وزارت دفاع و پشتیبانی نیروهای مسلح جمهوری اسلامی ایران است که در سال ۱۳۵۱ همزمان با شرکت صا ایران تأسیس شده‌است. حوزه اصلی فعالیت شرکت انستیتو صاایران، ارائه خدمات آموزشی به عموم مردم با تمرکز بر نیروهای مسلح و خانواده‌هایشان می‌باشد. اما این شرکت در حوزه نشر و تجارت الکترونیک نیز خدمات قابل توجهی را ارائه می‌دهد ستاد مرکزی تهران، حسین آباد خیابان مژده است.

## تاریخچه
در سال ۱۳۵۱ که کارهای الکترونیک در ارتش زیاد شده بود ولی مدیریت یکپارچه ای نداشت. ابوالفتح اردلان که مهندس الکترونیک و معاون طرح نیروی دریایی شاهنشاهی بود طرحی به شاه ارائه میکند مبنی بر تشکیل یک شرکت صنایع الکترونیک ایرانی که مورد قبول شاه قرار میگیرد و اردلان بعنوان مدیر عامل شرکت مستقر میشود. مهمترین هدف شرکت تولید محصولات کاملا بومی با طراحی داخلی مطابق با نیازهای کشور بود. همزمان شرکت ایزایران برای ارائه خدمات کامپیوتری به ارتش و بانکها و مراکز دیگر نیز تاسیس میشود.

## فعالیت‌ها
انستیتو صاایران فعالیت‌های خود را به‌طور مخصوص در دو زمینه آموزش و تجارت الکترونیک گسترش داده‌است. این شرکت تلاش کرده‌است تا علاوه بر آموزش حضوری بستر آموزش مجازی خود را نیز تقویت کند و با راه اندازی گروه آموزش مجازی در سال‌های اخیر در حوزه‌های تولید محتواهای فیلم، عکس، صوت، متن، سایر محتواهای AR, VR، شبیه‌سازی 3D، انیمیشن، موشن گرافیک وغیره فعالیت نماید. همچنین در حوزه برگزاری کلاس‌های آنلاین، برای نیروهای مسلح و خانوادهای مرتبط کلاس live در حوزه‌های مختلف علمی، مهندسی، برنامه‌نویسی، مرکز داده، زبان‌های خارجه، معارف و عقیدتی، روانشناسی و مدیریت، موضوعات مهارت افزایی فنی حرفه ای، هنر و … برگزار نموده‌است.
شرکت انستیتو صاایران از سال ۱۳۸۲ طرح باقرالعلوم را در راستایی توسعه مهارت آموزی و ارتقا توانای تحصیلی خانواده‌های نیروهای مسلح راه اندازی کرد. خدمات کمک آموزشی طرح شامل کلیه مقاطع تحصیلی (ابتدائی، راهنمایی، دبیرستان، هنرستان، کاردانی، کارشناسی، ارشد و دکتری) و همچنین بسته‌های آموزشی تخصصی وکالت، پزشکی و زبانهای خارجی می‌باشد. ۱۳۶۹ آموزشگاه بطور فعال دوره‌های آموزشی خود را در طرح با تخفیف ۲۵ الی ۴۰ درصد ارایه نموده و آماده ثبت نام از دانشجویان می‌باشند که ۸۸۲ آموزشگاه در حال حاضر دوره‌های آموزشی خود را به صورت عملیاتی به دانشجویان ارائه کرده‌اند.
خدمات مهارتی این طرح نیز شامل آموزشی فنی مهندسی، برنامه‌نویسی، زبان‌های خارجه و… است. که در مراکز طرف قرداد مانند مراکز فنی حرفه ای، جهاد دانشگاهی و نمایندگی‌های انستیتو صاایران در سراسر کشور، به نیروهای مسلح و خانواده‌های آنان خدمات ارائه می‌دهد.
همچنین شرکت انستیتو صاایران مرکز آموزش بین‌الملل را نیز به منظور آموزش بین‌المللی راه اندازی کرده‌است و با ایجاد تفاهم با کشورهای دیگر می‌تواند مدارک بین‌المللی، فنی و مهارتی صادر نماید.
از سال ۱۳۹۲ در راستای خدمت رسانی به نیروهای مسلح و بازنشستگان سایت ایزی بوک به منظور خرید اقساطی کالا و محصولات فرهنگی از طریق کارت‌های حکمت کارت توسط انستیتو صاایران راه اندازی شد. نیروهای مسلح جمهوری اسلامی می‌توانند با مراجعه به تارنمای این سایت و با استفاده از حکمت کارت مصرف، اقلام مانند تلفن همراه، لوازم الکترونیکی و کتاب را به صورت اقساط بلند مدت خریداری نمایند.